# Oscar Branch Colquitt
Oscar Branch Colquitt, född 16 december 1861 i Camilla, Georgia, död 8 mars 1940 i Dallas, Texas, var en amerikansk demokratisk politiker, publicist och affärsman. Han var den 25:e guvernören i Texas 1911–1915.
Colquitts far Thomas Jefferson Colquitt var bror till Alfred H. Colquitt, guvernör i Georgia 1877–1882. Efter ett missväxtår bestämde sig Thomas Jefferson Colquitt, som var jordbrukare, att flytta sin familj från Georgia till Texas. Oscar Branch Colquitt kom tillsammans med familjen till Daingerfield den 8 januari 1878.
Colquitt anställdes av ett tryckeri och 1884 köpte han en egen tidning i Pittsburg, Texas. I Terrell köpte han sedan två tidningar och slog dem ihop till Times-Star. Han gifte sig 1885 med Alice Fuller Murrell och paret fick fyra söner och en dotter.
Colquitt stödde den vinnande kandidaten Jim Hogg i guvernörsvalet 1890. Han satt senare i fyra år i delstatens senat, studerade juridik och inledde 1900 sin karriär som advokat i Texas. Thomas Mitchell Campbell nominerades av demokraterna i guvernörsvalet 1906. Colquitt profilerade sig som en motståndare mot alkoholförbud som var en viktig förklaring till varför han förlorade nomineringen. Campbell vann guvernörsvalet med omval två år senare. Colquitt bestämde sig för att satsa på nytt i guvernörsvalet 1910. Den gången lyckades han trots att han inte ändrade åsikt i alkoholfrågan. Efter två mandatperioder i guvernörsämbetet efterträddes Colquitt 1915 av partikamraten James E. Ferguson.
Colquitt förlorade i demokraternas primärval inför senatsvalet 1916 mot ämbetsinnehavaren Charles A. Culberson. Efter valförlusten arbetade Colquitt som chef för ett oljebolag i Dallas.